# Мендлер, Бриджит
Бриджит Клэр Мендлер (англ. Bridgit Claire Mendler; род. 18 декабря 1992, Вашингтон) — американская актриса, певица, автор песен и музыкальный продюсер.

## Ранние годы
Родилась в Вашингтоне 18 декабря 1992 года. В возрасте восьми лет она вместе с семьей переехала в пригород Сан-Франциско. Именно там она проявила интерес к актёрству, начала играть в местных постановках в драматических и музыкальных театрах, став самым молодым исполнителем в Fringe Festival в Сан-Франциско. Когда Бриджит было 11 лет, ей наняли агента.

## Карьера
В 2004 году Мендлер получила свою первую роль в анимационном индийском фильме «The Legend of Buddha», в котором она озвучила Люси. Когда ей было всего 13 лет, она получила небольшую роль в одном из эпизодов мыльной оперы Главный госпиталь.
В 2007 году состоялся её кинодебют в фильме «Элис вверх тормашками» с Элисон Стоунер и Лукасом Грейбилом, где сыграла роль Памелы. В том же году Бриджит пробовалась на главную роль в сериале «Дайте Санни шанс», но роль досталась Деми Ловато.
В 2008 году снялась в фильме «Противостояние». Также в 2009 году снялась в фильме «Временно беременна» с Линдси Лохан в главной роли. Мендлер получила роль в фильме Элвин и Бурундуки 2.
Начиная с 2009 года, она играла небольшую роль Джульетт Ван Хьюзен в сериале «Волшебники из Вэйверли Плэйс». В 2010 году Бриджит стала главной героиней оригинального сериала канала Дисней «Держись, Чарли!», в котором играет роль Тедди Данкан. В 2011 году она получила роль Оливии Уайт в молодёжном фильме «Лимонадный рот». К этому фильму Мендлер записала несколько песен. В этом же году она появилась в роли Апполин в фильме «Крошка из Беверли-Хиллз 2».
31 марта 2011 года было подтверждено, что Бриджит Мендлер подписала контракт с Hollywood Records и начала работать над своим дебютным альбомом. Позднее, зимой того же года, Мендлер также появилась в оригинальном кино канала Дисней «Держись Чарли! Это Рождество!», премьера которого состоялась 2 декабря 2011 года на Disney Channel.
В 2012 году она снялась в сериале Доктор Хаус в роли Кэлли Роджерс, бездомного беглого подростка с таинственной болезнью. Также она в американском дубляже озвучила Арриэти, главного персонажа полнометражного аниме-фильма.
3 августа 2012 года состоялась премьера её дебютного сингла Ready or Not. Дебютный альбом, «Hello! My name is…», был выпущен 22 октября 2012 года. Летом 2013 года состоялось первое турне певицы в рамках поддержки её дебютного альбома.
Также она играла саму себя в 11 серии второго сезона сериала «Виолетта». В конце 2014 года стало известно, что она получила роль в основном составе второго сезона сериала «Непригодные для свиданий». В июле 2015 года стало известно, что Мендлер покинула Hollywood Records в начале года.
В 2024 году она стала генеральным директором и соучредителем стартапа Northwood Space, специализирующегося на спутниковых данных, и получила степень доктора права в Гарвардской школе права.

## Личная жизнь
В сентябре 2012 года в одном из интервью подтвердила, что встречается с партнёром по сериалу «Держись, Чарли!» Шейном Харпером. В 2012 году она снялась в его клипе на песню Rocketship. В начале 2015 года пошли слухи, что Шейн и Бриджит расстались; в интервью журналу Humor Mill Бриджит подтвердила это.
С 18 октября 2019 года Мендлер замужем за инженером-механиком Гриффином Клеверли, с которым она встречалась 2 года до их свадьбы. У супругов есть приёмный сын (род. 2019 / 2020).

## Фильмография
Фильмы
| Год  | Название                       | Роль             | Примечания                                           |
| ---- | ------------------------------ | ---------------- | ---------------------------------------------------- |
| 2004 | Рождение легенды Будда         | Люси             | Bollywood film; animated                             |
| 2007 | Элис вверх тормашками          | Памела Джонс     | Роль второго плана                                   |
| 2008 | Противостояние (The Clique)    | Кристен Грегори  | Главная роль                                         |
| 2009 | Временно беременна             | Эмма Клейхилл    |                                                      |
| 2009 | Элвин и бурундуки 2            | Бекка Кингстон   | Роль второго плана                                   |
| 2010 | Ариэтти из страны лилипутов    | Ариэтти          | Главная роль, озвучка                                |
| 2011 | Крошка из Беверли-Хиллз 2      | Апполин          | Роль второго плана, озвучка                          |
| 2011 | Лимонадный рот                 | Оливия Уайт      | Главная роль                                         |
| 2011 | Держись, Чарли! Это Рождество! | Тедди Данкан     | Телефильм                                            |
| 2012 | Ариэтти из страны лилипутов    | Ариэтти          | Озвучка                                              |
| 2014 | Маппеты 2                      | Минни            | В титрах не указана                                  |
| 2014 | Леннон или Маккартни           | Играет саму себя | Документальный фильм                                 |
| 2018 | Отец года                      | Мередит          | Первоначальное название: «Кто, по-вашему выиграет ?» |

Телесериалы
| Год         | Название                          | Роль                   | Примечания                                                            |
| ----------- | --------------------------------- | ---------------------- | --------------------------------------------------------------------- |
| 2006        | Главный госпиталь                 | Воображаемая дочь Лулу | Эпизод: «11129»                                                       |
| 2009        | Jonas                             | Пенни                  | Серия «Wrong Song»                                                    |
| 2009—2012   | Волшебники из Вэйверли Плэйс      | Джульетта ван Хьюзен   | 10 эпизодов                                                           |
| 2010—2014   | Держись, Чарли!                   | Тедди Данкан           | 97 эпизодов                                                           |
| 2011        | Disney's Friends for Change Games | Играет саму себя       | Капитан жёлтой команды                                                |
| 2011        | Как попало!                       | Играет саму себя       | Гость (поёт вместе с Адамом Хиксом и Хейли Кийоко; 1 сезон, 16 серия) |
| 2011        | Дом закрыт на ремонт              | Играет саму себя       | «The Walker Family» (9 сезон, 9 серия)                                |
| 2011        | Приколисты                        | Играет саму себя       | «Secret Agent» (1 сезон, 6 серия)                                     |
| 2011        | Танцевальная лихорадка!           | Тедди Данкан           | Эпизод: «Charlie Shake It Up»                                         |
| 2011        | Деграсси: Следующее поколение     | Эмили                  | «Don’t Panic (1)» (11 сезон, 24 серия)                                |
| 2012        | Доктор Хаус                       | Калли Роджерс          | Эпизод: «Беглецы»                                                     |
| 2012        | The X Factor (США)                | Играет саму себя       | 1 сезон                                                               |
| 2013        | Виолетта                          | Играет саму себя       | 2 сезон 11 серия                                                      |
| 2013        | Джесси                            | Тедди Данкан           | Эпизод: «Good Luck Jessie: NYC Christmas»                             |
| 2014 — 2016 | Непригодные для свиданий          | Кэндис                 | Главная роль                                                          |
| 2017        | Нэшвилл                           | Эшли Виллерман         | Эпизод: «Собираем снова»                                              |
| 2019        | Веселые, счастливые, что угодно   | Эмми Куинн             | Главная роль                                                          |

Видеоигры
| Год  | Название                 | Роль  | Примечания         |
| ---- | ------------------------ | ----- | ------------------ |
| 2006 | Bone: The Great Cow Race | Thorn | Озвучка; видеоигра |

Музыкальное видео
| Год  | Артист      | Песня        | Роль          |
| ---- | ----------- | ------------ | ------------- |
| 2012 | Шейн Харпер | «Rocketship» | Девушка Шейна |

## Дискография
Студийные альбомы
- 2012: Hello My Name Is...

Мини-альбомы
- 2016: Nemesis

## Награды и номинации
| Год  | Награда                                             | Категория                                                       | Фильм                        | Итог      |
| ---- | --------------------------------------------------- | --------------------------------------------------------------- | ---------------------------- | --------- |
| 2010 | Teen Choice Awards                                  | Выбор телефильма: Прорыв (актриса)                              | Держись, Чарли!              | Номинация |
| 2010 | Poptastic Awards                                    | Прорыв — актриса                                                |                              | Победа    |
| 2010 | J-14’s Teen Icon Awards                             | Icon of Tomorrow                                                | Номинация                    |           |
| 2011 | J-14’s Teen Icon Awards                             | Iconic TV Actress                                               | Держись, Чарли!              | Победа    |
| 2011 | JaNEWary Awards (Disney Channel)                    | Best iTunes Song                                                | Лимонадный рот               | Победа    |
| 2012 | Nickelodeon Kids' Choice Awards                     | Favorite TV Actress"                                            | Держись, Чарли!              | Номинация |
| 2012 | Common Sense Media Awards                           | Role Model of the Year                                          |                              | Победа    |
| 2012 | Young Artist Awards                                 | Best Performance in a TV Series — Recurring Young Actress 17-21 | Волшебники из Вэйверли Плэйс | Номинация |
| 2012 | PopCrush Awards                                     | Best Female Popstar                                             |                              | Номинация |
| 2012 | PopCrush Awards                                     | About to Pop                                                    | «Ready or Not»               | Победа    |
| 2012 | Billboard's Hottest Music Stars Under 21            | н/д                                                             |                              | 16th      |
| 2012 | Vevo's 25 Under 25 — 2012’s Must-Hear Young Artists | н/д                                                             |                              | 7th       |